# 송명섭
송명섭(宋明燮, 1984년 6월 29일~)은 대한민국의 은퇴한 태권도 선수이자 태권도 지도자이다. 2004년 하계 올림픽에 대한민국 국가대표 선수로 출전하였으며 동메달을 획득하였다. 6개의 대회에 참여하여 23명을 상대하였고 19번 승리를 하였다.

## 선수경력
한성고등학교 재학시절 2001년 아시아 주니어 선수권 대회에 출전하여 금메달을 획득하였다.
2004년 하계 올림픽남자 대표팀 68kg급(패더급) 3차 선발전에서 이용렬선수를 이기고 대표팀에 승선하였다. 이 대회에서 그는 준결승전까지 올라갔다. 하디 사에이선수와의 대결에서 10-9로 이기고 있었지만 경고를 받으며 감점을 받았고 감점으로 동점이 됐을 경우 다득점한 선수가 이긴다는 규정에 따라 패하였다. 이 경기에서 왼쪽 이마가 다쳤고 손가락 인대도 늘어나며 경기 참여가 힘든 상황이였지만 이를 극복하고 동메달 결정전에 나와 승리하며 동메달을 획득하였다.
올림픽 출전 이후 2005년에 있는 세계 선수권 대회에 참여하기 위해 대표 선발전에 출전하였고 라이벌 김세효를 이기며 출전권을 획득하였다. 이 대회에서 결승까지 진출하였으나 미국의 마크 로페스선수에게 경기 종료 10초전 결승타를 맞으며 패배하였고, 은메달을 획득하였다. 이 대회 종료 후 그는 무릎 인대를 다쳐 4~5개월 재활치료를 했고 전국체육대회에 나갔으나 첫 판에서 패배하였다.
2006년 아시안 게임 태권도에 패더급으로 참여하여 요르단의 자밀 알쿠파쉬를 상대로 승리, 성인이 된 이후 첫 국제대회 금메달을 획득하였다. 이후 2007년 세계 선수권 대회에도 참여하여 저번 대회에서 획득하지 못한 금메달을 받으려고 했으나 준결승전에서 패배하며 실패하였고 동메달을 획득하였다. 2008년 2월 하계 올림픽 태권도 대표팀 선발전이 있었으나 대표팀 승선에 실패하였고, 2008년 전국체육대회에도 광주광역시 소속으로 참여하였지만 8강에서 패배하였다.

## 코치 경력
2020년 하계 올림픽에 출전한 장준의 코치를 담당했다.

## 출신 학교
- 한성고등학교
- 경희대학교

## 같이 보기
- 대한민국의 스포츠